# 西北路道
西北路道，清朝末年设置的道。
治所在滨江厅（今黑龙江省哈尔滨市）。属吉林省。辖滨江厅、新城府、双城府、宾州府、五常府、榆树直隶厅、长寿县、阿城县等府厅县。1914年改滨江道，辖区同。